# 1970 год в театре
1970 год в театре

## Постановки
- 29 января — в Нью-Йоркском театре[англ.] Линкольн-центра состоялась премьера балета Джерома Роббинса «В ночи».
- 22 апреля — премьера пьесы Леонида Рахманова «Беспокойная старость» (театр «Ленком», Москва).
- Режиссёр Питер Брук поставил пьесу «Сон в летнюю ночь» на пустой белой сцене.

## События
- 22 марта в Волгограде открылся Волгоградский театр юного зрителя.

## Деятели театра

### Родились
- 9 января — актёр театра и кино Юрий Анпилогов.
- 18 февраля, Минск — актриса театра и кино Алла Клюка.
- 8 марта — актриса театра на Таганке Анастасия Колпикова.
- 17 апреля, Москва — актёр театра и кино, режиссёр Владимир Скворцов.
- 27 июня — актёр театра и кино Ростислав Бершауэр.
- 6 августа, Тюменская область — актриса театра и кино Марина Могилевская.
- 23 октября — актёр и режиссёр Алексей Агранович.

### Скончались
- 7 января — Аллен Уилки, британский и австралийский актёр, театральный деятель.
- 4 мая, Москва — артист балета, балетмейстер, художник и теоретик танца Касьян Голейзовский.
- 22 мая — Боян Ступица, югославский словенский актёр, режиссёр, сценограф.
- 1 июля, Москва — актёр театра и кино Пётр Репнин.
- 22 июля, Москва — актёр МХАТа, народный артист РСФСР (1963) Юрий Кольцов.
- 10 августа, Москва — драматург, поэт и сценарист, лауреат Сталинской премии Николай Эрдман.
- 25 августа, Москва — актёр, режиссёр и педагог, народный артист СССР (1948) Василий Топорков.
- 1 октября, Москва — оперный певец, народный артист СССР (1944) Андрей Иванов.
- 5 октября, Москва — актёр театра и кино, народный артист СССР (1967) Владимир Владиславский.